# Anita Rachvelichvili
Anita Rachvelichvili, née le 28 juin 1984 à Tbilissi, est une cantatrice mezzo-soprano géorgienne.

## Biographie
Anita Rachvelichvili intègre la troupe de l'opéra de Tbilissi en 2006, puis la Scala de Milan en 2007 où elle tient initialement des rôles secondaires.
Elle connaît son premier grand succès international dans le rôle de Carmen qu'elle interprète à la Scala, en 2009. Elle n'est alors âgée que de 25 ans.
Avec le rôle d'Amneris dans Aida de Verdi qu'elle a joué à l'Opéra de Paris ou aux chorégies d'Orange, elle s'impose comme un des grands noms de l'opéra contemporain, tant par sa voix rare que par l'intensité de son interprétation.